# Comitatul Galway
Galway (în irlandeză Gaillimh) este un comitat în Republica Irlanda.